# Mark Starr
Mark Ashford-Smith (26 de diciembre de 1962-7 de junio de 2013) fue un luchador profesional estadounidense, más conocido por su nombre en el ring como Mark Starr. Compitió como miembro de varios equipos de lucha.

## Carrera
Starr compitió en el Continental Wrestling Association (CWA) con sede en Memphis, Tennessee. Su primer campeonato lo ganó en 1987, cuando se asoció con el veterano luchador Steve Keirn obteniendo el CWA International Tag Team Championship el 27 de abril de 1987. Mantuvieron los títulos durante doce días antes de un drop con el equipo de Paul Diamond y Pat Tanaka. Un acuerdo que tenía la CWA con la American Wrestling Association (AWA) permitía que los títulos de la AWA fueran defendidos en la CWA; este arreglo permitió que Starr compitiera por el campeonato AWA Southern Tag Team Championship asociándose con Billy Travis en un torneo por el título vacante. El 8 de junio de 1987, Starr y Travis derrotaron a Phil Hickerson y Mr. Shima; tras la pelea, mantuvieron los cinturones durante casi un mes.
Starr luchó junto a su hermano Christopher Ashford-Smith, quien lo ha hecho desde hace varios años y en varias promociones, con el nombre de Chris Champion.

## En lucha
- Movimientos finales
  - Ankle lock[5]

## Campeonatos y logros
- Continental Wrestling Association
  - AWA Southern Tag Team Championship (1 vez) – con Billy Travis[3]
  - CWA International Tag Team Championship (1 vez) – con Steve Keirn[2]
  - CWA Tag Team Championship (1 vez) – con Chris Champion[6]

- Frontier Martial-Arts Wrestling
  - AWA World Light Heavyweight Championship (1 vez)[7]

- Professional Wrestling Federation
  - PWF Tag Team Championship (2 veces) – con Lou Perez (1) y Sgt. Rock (1)[8][9]